# Chris Latham
Christopher Eric Latham (Nueva Gales del Sur, 8 de septiembre de 1975) es un exjugador australiano de rugby que se desempeñaba como fullback.

## Selección nacional

### Participaciones en Copas del Mundo
| Mundial                       | Sede      | Resultado        | PJ | Tries |
| ----------------------------- | --------- | ---------------- | -- | ----- |
| Copa Mundial de Rugby de 1999 | Gales     | Campeón          | 1  | 1     |
| Copa Mundial de Rugby de 2003 | Australia | Subcampeón       | 1  | 5     |
| Copa Mundial de Rugby de 2007 | Francia   | Cuartos de final | 2  | 4     |